# Laugaricio

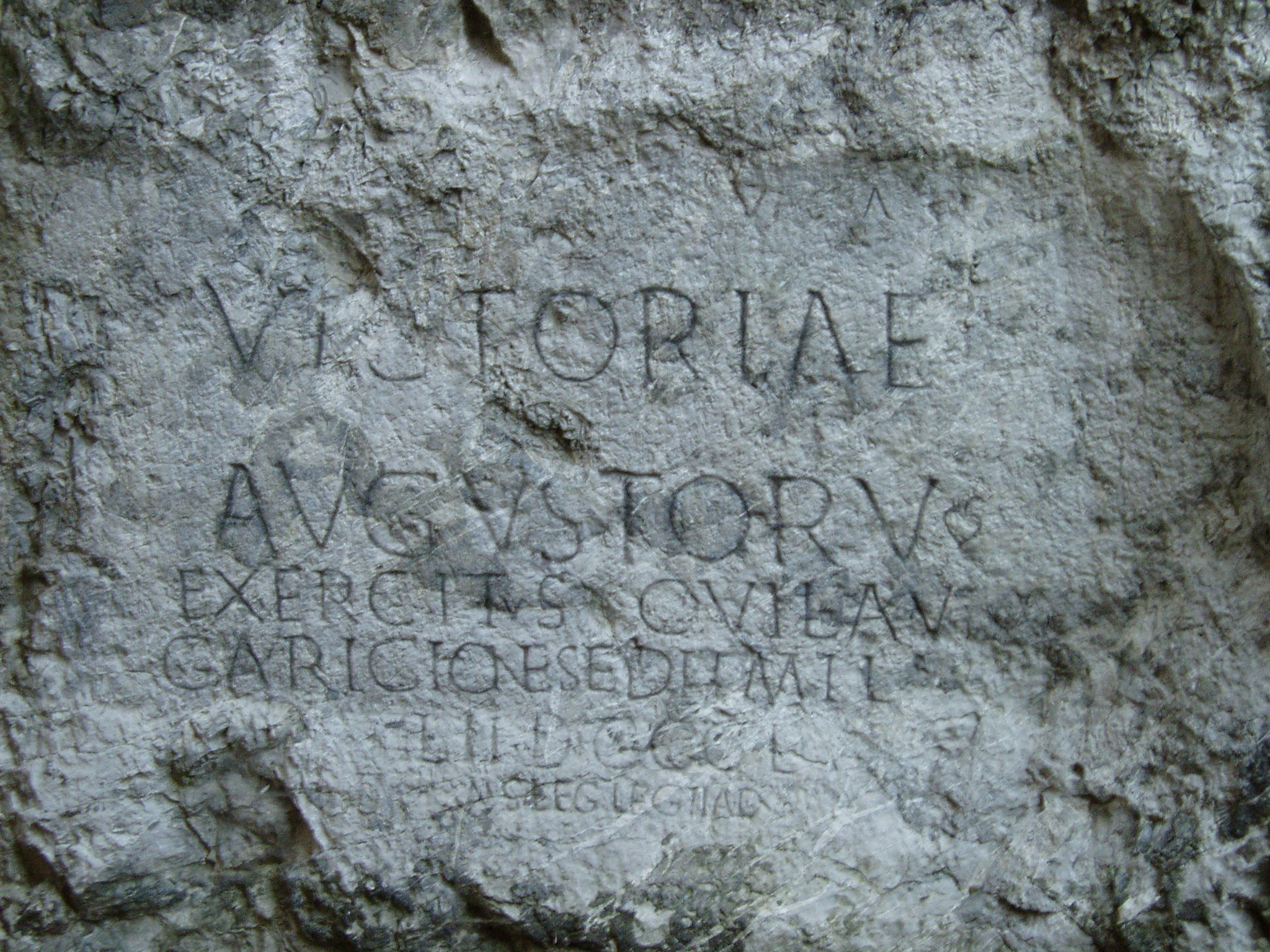
Římský nápis na hradní skále

Laugaricio nebo Leugaricio nebo Leukaristos je starověký název osady z 2. století n. l. na území dnešního Trenčína nebo z jeho bezprostřední blízkosti, která byla významným politickým a hospodářským centrem a strategickým bodem v oblasti nad středním Dunajem. V roce 179 zde přezimovalo 855 vojáků II. pomocné římské legie. 
Známý římský nápis na trenčínské skále uvádí formu Laugaricio, nápis z alžírské Zany formu Leugaricio a obě jména jsou snad identická s obchodní osadou Leukaristos uvedenou na Ptolemaiově mapě.